# Passo della Cumbre
Il passo della Cumbre (in spagnolo Paso de la Cumbre) o passo di Uspallata (in spagnolo Paso de Uspallata), è un antico valico delle Ande, tra Cile e Argentina, situato fra l'Aconcagua a nord ed il Tupungato a sud, ad un'altitudine di 3.850 m s.l.m..
Utilizzato fin dai tempi coloniali per collegare il porto di Valparaíso sul Pacifico con quello di Buenos Aires sull'Atlantico, come alternativa al viaggio per mare passante per capo Horn, lungo 5.630 km (3.498 miglia) che richiedeva 11 giorni, nel 1817 è stato utilizzato dall'Esercito delle Ande per attraversare la catena montuosa andina, nella campagna per liberare il Cile dall'Impero spagnolo.
Veniva utilizzato prima della costruzione del tunnel della Ferrovia transandina (in spagnolo: "Ferrocarril Trasandino"). Attualmente il traffico stradale utilizza il vicino tunnel del Cristo Redentore, posto a 3.300 metri d'altitudine.
In corrispondenza del valico è collocata la statua del Cristo Redentore delle Ande.